# Ko Willems
Jacobus Matheus „Ko“ Willems (* 27. Oktober 1900 in Amsterdam; † 28. September 1983 ebenda) war ein niederländischer Radrennfahrer.
1924 gewann Ko Willems, der zuvor zwei nationale Titel bei den Amateuren errungen hatte, bei den Olympischen Sommerspielen in Paris die Goldmedaille auf der Radrennbahn von Vincennes im Punktefahren. Dieser Sieg gelang ihm, obwohl er noch in der Runde zuvor auf Platz neun gelegen hatte, aber durch einen fulminanten Sprint das Rennen doch noch für sich entscheiden konnte. Beteiligt am Sieg war sein Mannschaftskamerad Jan Maas, der zuvor auf Anweisung des Mannschaftsleiters Gerard Bosch van Drakestein ständig attackiert hatte, um die anderen Fahrer zu erschöpfen; der Plan gelang. Maas belegte Rang sieben.
Von 1925 bis 1932 fuhr Willems Rennen als Profi, jedoch ohne größeren Erfolg. Er eröffnete einen Fahrradladen in seiner Heimatstadt. Er war Mitglied des ASC Olympia, des ältesten Radrennfahrer-Clubs der Niederlande, der zahlreiche Weltmeister und Olympiateilnehmer zu seinen Mitgliedern zählt. Sein Sohn ist der Segler Hans Willems, der 1964 an den Olympischen Sommerspielen in Tokio teilnahm. Er führte das Geschäft seines Vaters in der Nähe des Olympiastadions Amsterdam weiter.